# Ben Webster

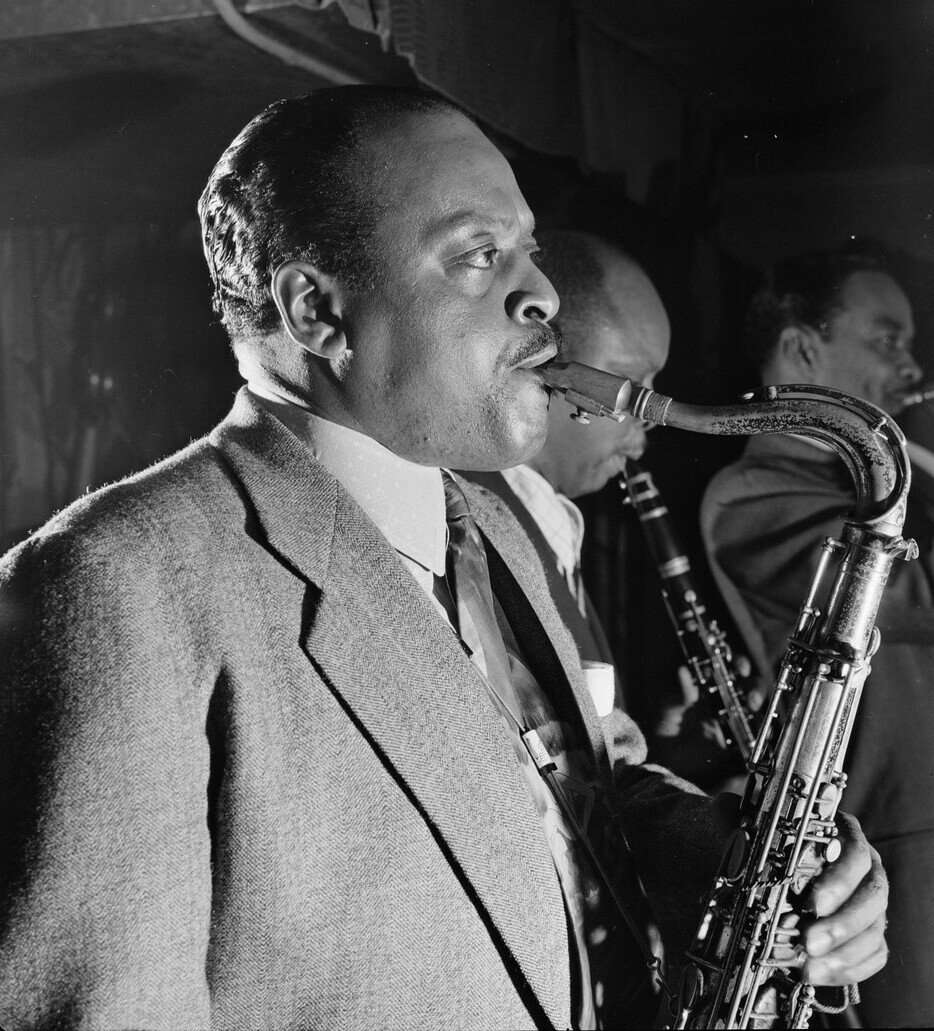
Ben Webster 1946.

Benjamin Francis "Ben" Webster, född 27 mars 1909 i Kansas City, Missouri, död 20 september 1973 i Amsterdam, Nederländerna, var en inflytelserik amerikansk tenorsaxofonist. Webster anses som en av de viktigaste av swingtenorerna, tillsammans med Coleman Hawkins och Lester Young. Han var i huvudsak självlärd, men studerade piano och violin. Han gjorde professionell debut som pianist i ett band från Enid, Oklahoma. Han fortsatte att spela piano med Dutch Campbell och alt- och tenorsaxofon med Gene Coy. Arbetade även med Andy Kirk. Kom till New York 1932 med Benny Motens orkester. Spelade med Benny Carter och Fletcher Henderson 1933-34, senare med Cab Calloway.
Mest känd för sin långa period i Duke Ellingtons band (startade där 1935). Han spelade med Duke sent 1939  till 1943, igen två månader under 1948. Spelade efter det med JATP (Jazz At The Philharmonic).
Hans ton är varm och känslig, i Coleman Hawkins tradition, lätt identifierbar på sitt spelsätt med mycket luft genom saxen.